# Elverum (stacja kolejowa)
Elverum – stacja kolejowa w Elverum, w regionie Hedmark w Norwegii, jest oddalony od Oslo Sentralstasjon o 158,38 km. Leży na poziomie 187,8 m n.p.m.

## Ruch pasażerski
Leży na linii Rørosbanen, jednej z dwóch równoległych linii kolejowych prowadzących z Oslo do Trondheim. Stacja obsługuje ruch dalekobieżny do Hamar, Røros oraz jedno połączenie dziennie do Trondheim S.

## Obsługa pasażerów
Poczekalnia, automat biletowy, parking, parking rowerowy, kiosk, skrytki bagażowe, przystanek autobusowy, postój taksówek. Odprawa podróżnych odbywa się w pociągu.